# To Love-Ru
To Love-Ru (Nhật: To LOVEる Hepburn: Toraburu) là một series manga Nhật Bản được viết bởi Hasemi Saki và được minh họa bởi Yabuki Kentaro, tác giả của bộ truyện Black Cat. Manga được đăng dài kỳ trên tạp chí manga Weekly Shōnen Jump của nhà xuất bản Shueisha từ ngày 24 tháng 4 năm 2006 đến ngày 31 tháng 8 năm 2009, và được đóng lại thành mười tám tập tankōbon. Một đĩa CD drama được phát hành trong tháng 2 năm 2008 có nội dung sát theo bản gốc manga. Bộ truyện cũng được chuyển thể thành 26 tập anime do công ty Xebec sản xuất và phát sóng tại Nhật Bản từ giữa tháng 4 đến tháng 9 năm 2008. Hai trò chơi điện tử cầm tay đã phát hành trên hệ máy Nintendo DS và PlayStation Portable vào mùa hè năm 2008. Tựa đề mỗi chương khi viết theo kiểu hiragana: とらぶる ( Toraburu), phiên âm tiếng Nhật của từ "trouble" có nghĩa là "rắc rối". Cuối cùng bộ truyện đã bị huỷ bỏ sau khi kết thúc chương 162 do vấn đề cá nhân của Yabuki Kentaro.
Tập 7 manga là cuốn truyện bán chạy nhất trong tuần đầu phát hành tại Nhật Bản.

## Nội dung
Câu chuyện xoay quanh cuộc sống của Yuuki Rito, một học sinh không đủ can đảm thú nhận tình cảm của mình cho người bạn gái cùng lớp (hay những lần cố gắng thổ lộ đều gặp tai ương), Sairenji Haruna. Một ngày khi Rito đang ngâm mình trong bồn tắm, một cô gái khỏa thân xuất hiện một cách bí ẩn trước mắt anh. Tên cô là Lala và cô đến từ hành tinh Deviluke, nơi cô đang là người thừa kế ngai vàng. Cha cô - quốc vương Deviluke - muốn cô lấy một trong những ứng viên đang cầu hôn cô làm chồng và bắt cô quay trở về hành tinh quê nhà. Nhưng Lala đã quyết định lấy Rito và ở lại Trái Đất mãi mãi. Chỉ huy Zastin được lệnh mang Lala trở về và chiến đấu với Rito một cách đơn phương. Ông báo cáo cho quốc vương của mình rằng Rito sẽ phù hợp làm hôn phu của Lala, sau khi nghe Rito, người mà thực ra lại bảo vệ chính mình thay vì Lala, nói rằng hôn nhân không thể đến nếu chỉ có tình yêu từ một phía. Lala thật sự rất yêu quý Rito và quyết định lấy Rito sau khi nghe anh nói điều đó (trái với ý định của anh). Cha cô đồng ý rằng, nếu Rito có thể bảo vệ được Lala, sau đó anh có thể cưới cô, nhưng nếu Rito không hoàn thành nhiệm vụ và không đáp ứng mong đợi của quốc vương, ông sẽ giết Rito và phá huỷ Trái Đất.
Lala tìm mọi cách để Rito yêu cô và ngày càng gần gũi với cậu nhiều hơn. Những hành động của cô bị ngắt quãng sau khi tìm hiểu được tình cảm của Haruna dành cho Rito, và Lala cảm thấy có lỗi cho hoàn cảnh phức tạp mà cô đã vô tình gây ra cho Rito. Hai cô sau đó đã trở thành đối thủ trong thân thiện để cùng đạt được tình yêu của riêng mình.
Trong những tập cuối cùng của bộ truyện đã đề cập nhiều đến tình cảm của Rito dành cho Lala. Anh thực sự cảm thấy mình tự tin hơn trước nhiều từ khi có Lala bên cạnh. Điều này đặt ra cho Rito một câu hỏi phức tạp về những cảm nhận dành cho LaLa và những cảm nhận dành cho Haruna. Trong giờ phút nguy hiểm nhất khi cả hai cô gái đều đang mắc nạn và không có thời gian chọn lựa, anh đã quyết định cứu cả hai và chính mình cũng bị nguy khốn, may mắn sau đó Lala đã cứu sống anh. Trong trạng thái hôn mê Rito đã nhận ra tình cảm của mình dành cho Lala, rằng anh thực sự không thể hạnh phúc nếu không có cô bên cạnh nhưng Rito cũng không thể chối bỏ tình cảm dành cho Haruna, và Lala chấp nhận điều này.

## Nhân vật chính
- Yuuki Rito (結城リト Yūki Rito?)

Nhân vật nam chính của truyện, là một học sinh trung học 15 tuổi và đang thầm yêu cô bạn gái cùng lớp Sairenji Haruna. Cha anh là một mangaka rất nổi tiếng, và hoàn toàn khác anh về tính tình lẫn hình dáng bên ngoài. Mẹ anh là một nhà thiết kế thời trang kiêm đào tạo người mẫu, thường làm việc rất xa nhà và rất ít khi về thăm con cái. Rito vì vậy sống cùng và chăm sóc em gái Mikan (hay đúng hơn là Mikan chăm sóc anh). Rito là một vận động viên rất giỏi và là siêu sao bóng đá ở trường, nhưng anh không tiếp tục tham gia các hoạt động ấy do phải giúp đỡ bố mình trong việc sáng tác manga. Anh cũng yêu thiên nhiên và rất quan tâm, chăm sóc cây cỏ. Trong suốt bộ truyện, Rito thể hiện sự quan tâm ngày càng tăng với Lala, vì anh nhận thấy có nhiều điểm chung với cô gái trẻ. Ở chương cuối, anh đã thú nhận tình cảm của mình cho Lala, dù trong lòng vẫn nghĩ tới Haruna. Thật bất ngờ, Lala không ghen tuông (vì đã biết trước tình cảm của hai người họ) mà còn ủng hộ Rito tỏ tình với Haruna và dự định cả ba người sẽ sống cùng với nhau. Không may, Rito đã lâm vào một tình huống trớ trêu khi lời tỏ tình của anh ta vô tình lại tới những người khác mà không phải Haruna.
- Lala Satalin Deviluke (ララ・サタリン・デビルーク Rara Satarin Debirūku??)

Công chúa đầu tiên của hành tinh Deviluke. Do bị ép hôn với một người cô không yêu chỉ để có đủ khả năng kế vị ngai vàng của vương quốc, Lala đã trốn khỏi lâu đài và đến Trái Đất và tình cờ điểm "đáp xuống" của cô lại là bồn tắm của nhà cậu học sinh Rito Yuuki. Cô rất xinh đẹp và là một thiên tài, có thể phát minh ra rất nhiều thứ dụng cụ kỹ thuật phục vụ đời sống (tuy nó không đem lại kết quả như mong muốn lắm). Lúc đầu Lala chỉ giả vờ muốn kết hôn Rito để tránh phải kết hôn với người khác, nhưng sau đó lại yêu anh say đắm và tìm mọi cách để ở bên Rito mọi lúc mọi nơi. Cô là người tinh nghịch, vui vẻ và tốt bụng với tất cả mọi người; cô có một sức mạnh phi thường khi ở Trái Đất. Lala cũng như những người ở hành tinh Deviluke khác đều có một cái đuôi, nó rất nhạy cảm và là điểm yếu của cô.
- Sairenji Haruna (西連寺春菜?)

Bạn học cùng lớp với Rito. Cô bé cũng có cảm tình với Rito nhưng không dám thú nhận do tôn trọng tình bạn với Lala, không muốn làm làm cho Lala đau khổ. Cô sống với chị gái và con chó Maron (một giống chó thuộc loài Boston) trong một căn hộ nhỏ. Haruna có nỗi sợ hãi sâu sắc với ma quỷ và siêu nhiên, nhìn chung cô là người nhát gan nhưng khi lâm vào tình cảnh nguy hiểm lại trở nên dũng cảm bất ngờ và là chỗ dựa tinh thần vững chắc. Nhận thấy không thể che giấu tình cảm của mình hơn nữa, Haruna đã thổ lộ tất cả với Lala và hai cô cùng làm hết sức để theo đuổi tình yêu của họ.
Nana Astar Deviluke
Nana là công chúa thứ 2 trong bộ ba nàng công chúa của Deviluke. Giống như người chị gái quyến rũ và cô em gái sinh đôi đáng yêu của mình, Nana cũng có mái tóc màu hồng khá đẹp khiến cô luôn nổi bật trong đám đông.
Momo Belia Deviluke
Momo – người em sinh đôi đáng yêu, ngây thơ nhưng không vô tội của Nana. Nana, Momo và Lala được biết đến với danh phận là công chúa của vương quốc Deviluke. Khác biệt với hai người chị, ẩn đằng sau vẻ ngoài ngọt ngào, tử tế của mình, Momo thực chất là một con người được đánh giá là có độ hư hỏng cao với khả năng đặc biệt có thể giao tiếp với thực vật. Cô thường lẻn vào giường của Rito và ngủ chung với anh chàng trong tình trạng bán khỏa thân. Bởi vì, khi ngủ, Rito sẽ bất giác mà "sờ soạng" trong vô thức. Đôi khi, Momo còn tưởng tượng những cảnh tượng "ecchi" giữa Rito và cô gái khác nữa. Đáng sợ hơn là mỗi lần như thế, Momo lại thường... chảy nước miếng. Chắc là vì, "ước gì mình cũng được như em ấy".

## Thuật ngữ
Deviluke (デビルーク)
Hành tinh quê hương của Lala, được xem như là trung tâm của thiên hà (mặc dù khái niệm này có lẽ nêu lên tầm quan trọng của nó hơn là vị trí trong vũ trụ) sau khi kết thúc cuộc chiến tranh vũ trụ kéo dài 10 nằm. GID là quốc vương tối cao ở đây, ông cũng là người góp công to lớn cho sự hòa bình vũ trụ khi dùng toàn bộ năng lực của mình chấm dứt chiến tranh. Trong anime, Deviluke có thể nói là một hành tinh có trình độ dân trí rất cao và tiềm năng công nghệ lớn mạnh nhất vũ trụ. Hơn nữa cư dân của Deviluke lại có sức mạnh to lớn hơn nhiều so với người Trái Đất.
Memoruze (メモルゼ)
Hành tinh quê hương của Run/Ren. Tất cả cư dần đều có một khả năng rất đặc biệt: chuyển đổi giới tính, và chỉ cần một lực tác động nào đó từ bên ngoài là xảy ra điều đó. Hình dạng của họ rất giống người Trái Đất (và không có đuôi), họ yếu hơn người ở Deviluke một chút.
Sorugemu (ソルゲム)
Tổ chức Mafia, kẻ thù của Deviluke, chuyên sản xuất vũ khí giết người và buôn lậu. Tiến sĩ Mikado từng tham gia tổ chức này trước khi đến Trái Đất.
Trái Đất (地球)
Bối cảnh câu chuyện xảy ra trên hành tinh này. Yabuki Kentaro đã có nhiều mối liên hệ giữa cảnh quan và đường phố nơi đây với tác phẩm Mayoi Neko Overrun! của ông, dường như thời gian và không gian ở đây xảy ra cùng một lúc và cùng một địa điểm khi thi thoảng ta thấy một vài nhân vật ở đây xuất hiện trong tác phẩm kia
Cúm Korotto (コロット風邪)
Nhân cách sẽ thay đổi hoàn toàn khi mắc bệnh này, triệu chứng không được rõ ràng và chỉ hơi sốt nhẹ. Trong anime, bệnh này được diễn tả phức tạp hơn.
Bệnh Karekare (カレカレ病)
Một loại bệnh chỉ có thực vật mới mắc phải, dẫn đến khô héo tử vong sau vài ngày. "Quả may mắn" là thuốc đặc trị bệnh này.

## Tác phẩm

### Manga
To Love-Ru vốn bắt đầu như một bộ manga do Hasemi Saki sáng tác với sự minh họa của Yabuki Kentaro. Tác phẩm sau đó được đăng bởi tạp chí manga Weekly Shōnen Jump từ 24 tháng 4 năm 2006 đến 31 tháng 8 năm 2009. Mười tám tập đã được phát hành bởi Shueisha ở Nhật Bản từ 11 tháng 11 năm 2006 đến 2 tháng 4 năm 2010. Do một vài lý do cá nhân nên họa sĩ Yabuki Kentaro quyết định ngưng xuất bản bộ truyện kể từ sau chương 162. Một spin-off đã ra mắt vào ngày 4 tháng 10 năm 2010 trên tạp chí Jump Square của Shueisha.
Trong manga xuất hiện các nhân vật theo một chuỗi nhất định, hầu hết nội dung là các cố gắng tình yêu của Lala đối với Rito. Tất nhiên các nhân vật khác cũng đóng một vài trò quan trọng trong việc thiết lập bối cảnh cũng như khả năng thu hút của truyện.

#### Phiên bản nước ngoài
To Love-Ru cũng được xuất bản ra nước ngoài như Hồng Kông, Đài Loan,... Tùy theo văn hóa và tập quán khác nhau ở mỗi quốc gia mà manga cũng được thay đổi so với bản gốc.
Tại Đài Loan, sau khi công bố và phát hành 6 tập đầu tiên, đã sinh ra một số khiếu nại đối với những cảnh nóng trong truyện (fanservice). Khác với phiên bản tiếng Nhật, nơi hiện tượng kiểm duyệt chỉ xuất hiện ở tạp chí tuần Shonen Jump và không hề có ở các tankōbon, thì tại Đài Loan ngay cả ở các loạt truyện tranh được xuất bản thành tập thì người ta cũng bắt gặp dấu vết kiểm duyệt được áp dụng bắt nguồn từ những chương truyện xuất bản hàng tuần.
Ngược lại tại Hồng Kông, các nhà xuất bản thực hiện một loạt các quy định cấm trẻ em dưới 18 tuổi đọc To Love-Ru để giữ nguyên bản gốc ở Nhật.

### Drama CD
Một đĩa drama nguyên gốc manga phát hành 29 tháng 2 năm 2008, được lồng tiếng theo anime, cùng với bài hát của các nhân vật.

### Anime
Truyện cũng được chuyển thể thành một bộ anime sản xuất bởi công ty Xebec và do Kato Takao làm đạo diễn phát sóng tại Nhật Bản từ ngày 3 tháng 4 đến ngày 25 tháng 9 năm 2008, bao gồm 26 tập. Anime này sử dụng các nhân vật và bối cảnh theo manga, nó thêm vào một số chương chưa có trong manga và các sự kiện không theo thứ tự cụ thể. Bài hát mở đầu phim là "Forever We Can Make It!" do nhóm nhạc Thyme trình bày, bài hát kết thúc phim từ tập 1 đến 13 là "Lucky Tune" (ラッキーチューン Rakkī Chūn) do Anna trình bày, và bài hát kết thúc giai đoạn hai là "Kiss no Yukue" (kiss の行方), cũng do Anna trình bày.
Ba tập phim hoạt hình gốc (OVA) đã được công bố và phát hành vào ngày 3 tháng 4, 2009 với bản đặt trước 13 tập manga và tiếp tục thông qua các tập 14 và 15. Ba tập OVA bổ sung tiếp theo cũng đã công bố và phát hành với 3 tập đi kèm (16, 17, 18).
Anime được Sentai Filmwork cấp phép ở Bắc Mỹ và phân phối bởi Section23 Films và đã hoàn tất sau khi công bố trên Anime Network.
Bộ anime thứ hai mang tên Motto To Love-Ru dự tính sẽ bắt đầu phát sóng vào tháng 10 năm 2010.
Dưới đây là danh sách các diễn viên lồng tiếng cho anime.
| Nhân vật              | Diễn viên lồng tiếng |
| --------------------- | -------------------- |
| Yuuki Rito            | Watanabe Akeno       |
| Lala Satalin Deviluke | Tomatsu Haruka       |
| Peke                  | Arai Satomi          |
| Sairenji Haruna       | Yahagi Sayuri        |
| Yuuki Mikan           | Hanazawa Kana        |
| Zastin                | Koyasu Takehito      |
| Golden Darkness       | Fukuen Misato        |
| Ren Elsie Jeweria     | Ōura Fuyuka          |
| Kotegawa Yui          | Nazuka Kaori         |
| Saruyama              | Yoshino Hiroyuki     |
| Momioka Lisa          | Yuzuki Ryōka         |
| Sawada Mio            | Chiba Chiemi         |
| Tenjōin Saki          | Kawasumi Ayako       |
| Kujō Rin              | Hashimoto Mai        |
| Fujisaki Aya          | Mizuhashi Kaori      |

#### Phát sóng
| Khu vực phát sóng | Kênh | Ngày bắt đầu          | Khung giờ                | Ghi chú                                     |
| ----------------- | ---- | --------------------- | ------------------------ | ------------------------------------------- |
| Kantō             | TBS  | 3 tháng 4 năm 2008 -  | Thứ Sáu (01:55 - 02:25)  | Tập đầu tiên được trình chiếu trong 34 phút |
| Kansai            | MBS  | 19 tháng 4 năm 2008 - | Chủ Nhật (02:55 - 03:25) |                                             |
| Nagoya            | CBC  | 23 tháng 4 năm 2008 - | Thứ Năm (02:50 - 03:20)  |                                             |
| Giappone          | BS-i | 24 tháng 4 năm 2008 - | Thứ sáu (01:00 - 01:30)  | BS phát sóng kỹ thuật số                    |

### Trò chơi điện tử
Hai trò chơi video To Love-Ru đã được phát hành. Game đầu tiên chơi trên hệ máy Nintendo DS theo thể loại nhập vai 2D và 3D mang tên To Love-Ru: Exciting Outdoor School Version (To LOVEる-とらぶる- ワクワク! 林間学校編 To Love-Ru -Trouble- Waku Waku! Rinkangakkō-hen) phát hành ngày 28 tháng 8 năm 2008. Game thứ hai thuộc thể loại phiêu lưu nhập vai 2D trên hệ máy PlayStation Portable mang tên To Love-Ru: Exciting Beach School Version (To LOVEる-とらぶる- ドキドキ! 臨海学校編 To Love-Ru -Trouble- Doki Doki! Rinkaigakkō-hen) phát hành 2 tháng 10 năm 2008.

### Radio web
Kể từ ngày 28 tháng 3 năm 2008, To Love-Ru tiếp tục được chuyển thể thành một chương trình radio trên Internet lấy cảm hứng từ bộ manga gốc, có tên 『ラジオ To LOVEる -とらぶる- 〜明乃・紗友里の彩南高校放送部〜』 (Rajio To LOVERu - Toraburu- 〜Meino - Shayuri no Sainan kōkō hōsōbu〜)
Lồng tiếng cho Yuuki Rito vẫn là Watanabe Akeno và lồng tiếng cho Sairenji Haruna là Sayuri Yahagi giống như anime. Việc phân phối do "Anime TV" đảm nhận.
Ngoài ra kể từ ngày 25 tháng 6 cùng năm sẽ phát hành đĩa CD thu âm từ radio, có mức giá là 2.940 yên, lịch phát hành như sau: 
- Đĩa 1: 25 tháng 6 năm 2008
- Đĩa 2: 22 tháng 8 năm 2008